# Sperrberufung
Sperrberufung ist ein Begriff aus dem deutschen Strafprozessrecht.
Der Bezeichnung liegt die Regelung in § 335 Absatz 3 der Strafprozessordnung zu Grunde, dass dann, wenn ein im Strafprozess ergangenes Urteil von einem Beteiligten mit der Berufung und einem anderen mit der Revision angefochten wird, beide Rechtsmittel als Berufung behandelt werden. Dies gibt der Staatsanwaltschaft die Möglichkeit, eine Sprungrevision der Verteidigung zu „sperren“, indem sie ihrerseits Berufung einlegt. Dennoch sind die Revisionsanträge und deren Begründung in der vorgeschriebenen Form und Frist anzubringen und dem Gegner zuzustellen. Bei Zurücknahme der Berufung lebt die ursprünglich gesperrte Revision auf. Ergeht ein Berufungsurteil, wird die eingelegte Revision gegenstandslos.
Das Einlegen einer Sperrberufung durch die Staatsanwaltschaft ist nach der Nummer 147 Absatz 1 der Verwaltungsvorschrift RiStBV nicht gestattet. Ein Verstoß hiergegen ist jedoch sanktionslos.